# Ергалиев, Гаппар Хасенович
Гаппар Хасенович Ергалиев (каз. Ғаппар Хасенұлы Ерғалиев; род. 17 октября 1932, аул Камысты Жанибекского района Западно-Казахстанская область, КазАССР, СССР) — советский и казахский учёный, доктор геолого-минералогических наук (1988), профессор (1998), академик НАН РК (2003). Лауреат Государственной премии КазССР в области науки и техники (1982).

## Биография
Родился в 1932 году в зимовке Шинали аула Камысты Жанибекского района Западно-Казахстанской области КазАССР. В 1939 году поступил в школу колхоза им. 1 Мая, 2-3 класс учился в начальной школе в колхозе «Агарту», в 1946—1948 годах учился в неполной средней школе центральной усадьбы «Маштак» Таловского совхоза № 452, а закончил в 1951 году среднюю школу поселка Жаныбек. После окончания школы, поступил в Казахский государственный университет им. С. М. Кирова, первоначально на экономический, а через год, в 1952 году — на геолого-географический факультет, который окончил в 1956 году. В том же году становится старшим лаборантом, в 1958—1968 годах был младшим научным сотрудником, в 1968—1977 годах — старший научный сотрудник Института геологических наук им. К. И. Сатпаева Академии наук Казахской ССР. С 1960 года действительный член Всесоюзного палеонтологического общества.
В 1967 году защитил кандидатскую диссертацию на тему «Стратиграфия и биостратиграфия кембрия и тремадока Байконур-Каратау-Жабаглинской зоны Восточного Казахстана» на Объединённом геологическом учёном совете АН КазССР (г. Алма-Ата).
В 1978—1999 годах — заведующий лабораторией палеонтологии Института геологических наук им. К. И. Сатпаева.
С 1981 года — член-корреспондент, с 1990 действительный член с правом голоса Международной подкомиссии по кембрийской стратиграфии Международного союза геологических наук (МСГН) ЮНЕСКО.
В 1982 году он, вместе с группой коллег-геологов (Бандалетов С. М., Беспалов В. Ф., Ившин Н. К., Никитин И. Ф. и Борукаев Р. А. — научный руководитель), был награждён Государственной премией КазССР за работу «Стратиграфия и палеонтология нижнего палеозоя Казахстана».
В 1989 году защитил докторскую диссертацию на тему «Кембрий Южного Казахстана и Улытау: Стратиграфия, ярусное и зональное расчленение, трилобиты» на заседании Специализированного совета Д.002.50.02 при Институте геологии и геофизики СО АН СССР (г. Новосибирск).
В 1991—1995 годах — заведующий лабораторией стратиграфии Института геологических наук им. К. И. Сатпаева.
В 1994 году — член-корреспондент НАН РК.
В 1995—2011 годах — заведующий лабораторией региональной геологии ТОО «Института геологических наук им. К. И. Сатпаева» АО «Парасаг» Министерства образования и науки Республики Казахстан.
С 1998 года — профессор по специальности геология и минералогия. В 2003 году становится действительным членом (академиком) НАН РК, с 2008 года — действительный член (академик) КазНАЕН.

## Семья
Отец — Ергалиев Касен (1909—1939), мать — Ергалиева Мендыганым (1910—1993), брат — Ергалиев Хоседияз Хасенович (1939—1995), кандидат технических наук.

## Награды
- Почётная грамота «Десятая пятилетка СССР» (1968).
- Юбилейная медаль за доблестный труд в ознаменование 100-летия со дня рождения В. И. Ленина (1970).
- Юбилейная грамота президиума АН КазССР за успешную и плодотворную работу в области науки в связи с 25-летием АН КазССР (1971).
- Почётная грамота за высокие показатели в социалистическом соревновании 1976 г. и активное участие в общественной работе.
- Почётная грамота за достижение высоких производственных показателей, участие в общественной жизни коллектива и в связи с празднованием 61-й годовщины Великого Октября (1978).
- Почётная грамота президиума АН КазССР и Казахского республиканского комитета профсоюзов работников просвещения, высшей шкалы и научных учреждений за успешное выполнение плановых заданий и повышенных социалистических обязательств в 1978 г.
- Занесен в Золотую книгу почёта КазССР (1981).
- Лауреат Государственной премии КазССР в области науки и техники (1982).
- Серебряный значок Оргкомитета XXVII сессии Международного Геологического Конгресса (1984).
- Почётная грамота в честь 76-й годовщины Великой Октябрьской Социалистической революции за добросовестный труд и активную общественную работу (1987).
- Медаль «Ветеран труда» (1988).
- Почётная грамота коллегии МН — АН Республики Казахстан за долголетнюю и плодотворную работу в АН КазССР в связи с 50-летием со дня основания АН КазССР (1996).
- Награждён грамотой Министерства образования и науки Республики Казахстан «Тэуежлз Казакстаннын рухани жзне элеуметпк дамуы жолында кол жепазкен табыстары жзне онын гулденуше коскан зор улеа ушш».
- Диплом и нагрудный знак «Почётный разведчик недр Республики Казахстан» Комитета геологии и охраны недр (2002).
- Юбилейная медаль в честь 20-летия Международного антиядерного движения «Невада-Семей» (2009).
- Юбилейная медаль «1941-1945 жж. ¥лы Отан согысьшдагы женюке 65 жыл» (Приказ Президента Республики Казахстан № 951 от 19 марта 2010 г.).
- Почётная грамота акима г. Алматы (2010)[3].

## Некоторые работы
Автор более 150 работ.
- Нижнекембрийские трилобиты Малого Каратау (Южный Казахстан) А., 1997;
- Биостратиграфия верхнего кембрия по р. Кыршабакты, Малый Каратау, Южный Казахстан, Колорадо, 1981;
- Некоторые трилобиты верхнего кембрия и нижнего ордовика Большого Каратау и Улытау, А., 1983.